# Will Elder
Wolf William Eisenberg connu sous son nom de plume Will Elder (22 septembre 1921 à New York –  15 mai 2008) est un auteur de bande dessinée et illustrateur américain.

## Biographie

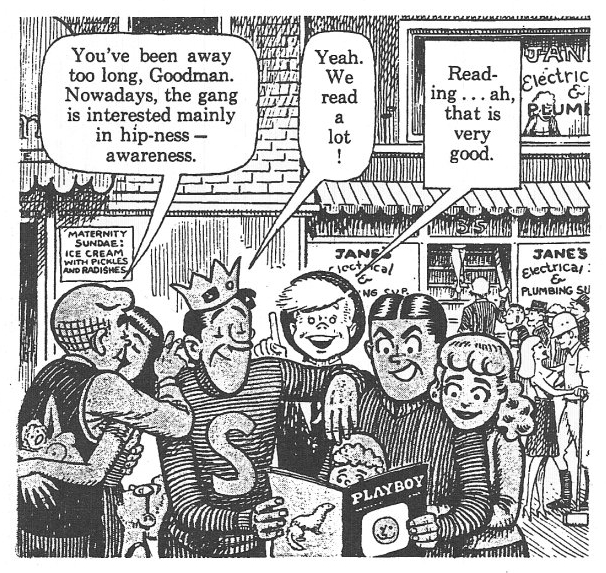
extrait de Goodman Goes Playboy publié dans Help! d'Harvey Kurtzman et Bill Elder

William Elder naît le 22 septembre 1921 à New York. Il suit des cours à la High school of music and art où il rencontre Al Jaffee, John Severin, Harvey Kurtzman et Al Feldstein. Durant la Seconde Guerre mondiale, il combat en Europe et participe à la bataille des Ardennes. De retour aux États-Unis, il crée avec Harvey Kurtzman et Charles Stern un studio spécialisé dans les dessins pour publicités et prend le nom de Will Elder (il signe quelquefois Bill Elder). Peu après, Johhn Séverin rejoint ce studio. Dans les années 1950, Harvey Kurtzman qui travaille pour EC Comics, propose à Severin et Elder de participer aux comics de guerre qu'il édite : Two-Fisted Tales et, plus tard, Frontline Combat. Severin dessine les crayonnés et Elder s'occupe de l'encrage. Par la suite, lorsque Kurtzman édite, toujours pour EC Comics, le comic book Mad, il participe à l'aventure et produit de nombreuses bandes dessinées parodiques qui ont influencé de manière déterminante les auteurs underground américains des années 1960 (Robert Crumb, Gilbert Shelton, etc.) et de nombreux humoristes (Georges Wolinski, René Pétillon, etc.). 
Il fait partie du Comic Book Hall of Fame depuis 2003. Il reste peu accessible en France, hormis une dizaine d'histoires traduites dans Charlie Mensuel dans les années 1970[réf. nécessaire].

## Analyse de l'œuvre
Will Elder est un artiste doué capable de dessiner avec une précision photographique et de reprendre les codes des différents styles artistiques. 

## Récompenses
- 2000 : Prix Inkpot
- 2003 : Temple de la renommée Will Eisner